# Dariush Mehrjui
Dariush Mehrjui, também escrito omo Mehrjoui eMehrjuyi (em língua persa: داریوش مهرجویی, Teerã, 8 de dezembro de 1939 – Caraje, 14 de outubro de 2023) era um diretor, roteirista, produtor e editor de cinema do cinema iraniano e membro da Academia de Artes do Irão.
Mehrjui foi um membro fundador do movimento New Iranian Wave do início da década de 1970. Seu segundo filme, Gaav ("The Cow"), é considerado o primeiro filme desse movimento, que também incluiu Masoud Kimiay e Nasser Taqvai. A maioria de seus filmes são inspirados pela literatura e adaptados de romances e peças iranianas e estrangeiras.

## Carreira cinematográfica
Dariush Mehrjui fez sua estreia em 1966 com Diamond 33, uma paródia de grande orçamento da série de filmes de James Bond. O filme não teve sucesso financeiro. Mas seu segundo filme, Gaav, trouxe-lhe reconhecimento nacional e internacional. Este filme mostra um drama simbólico; trata-se de um aldeão simples e seu apego quase mítico a sua vaca. É uma adaptação de uma breve história da famosa figura literária iraniana Gholamhossein Saedi. Saedi era amigo de Mehrjui e sugeriu a ideia quando Mehrjui procurava um segundo filme adequado e eles colaboraram no roteiro. Através de Saedi, Mehrjui conheceu os atores Ezzatolah Entezami e Ali Nassirian, que atuaram em uma das peças de Saedi. Mehrjui trabalharia com Entezami e Nassirian ao longo de sua carreira.
No filme, Entezami interpreta Masht Hassan, um camponês em uma aldeia isolada no sul do Irão. Hassan tem um relacionamento íntimo com sua vaca, que é sua única posse. Mehrjui disse que Entezami parecia mesmo uma vaca no filme. Quando outras pessoas da aldeia de Hassan descobrem que a vaca foi misteriosamente morta, eles decidem enterrar a vaca e dizer a Hassan que ela escapou. Durante o luto da vaca, Hassan vai ao celeiro onde a vaca foi colectada e começa a assumir a identidade do animal. Quando seus amigos tentam levá-lo para um hospital, Hassan comete suicídio.
Gaav foi banido por mais de um ano pelo Ministério da Cultura e Artes, apesar de ser um dos dois primeiros filmes no Irão a receber fundos do governo. Provavelmente, porque Saedi era uma figura controversa no Irão. Seu trabalho era muito crítico com o governo Pahlavi, e ele havia sido detido dezasseis vezes. Em 1971, o filme foi contrabandeado do Irão e apresentado no Festival de Cinema de Veneza, onde, sem programação ou subtítulos, tornou-se o maior evento do festival daquele ano. Ele ganhou o Prémio Internacional de Criticação em Veneza, e mais tarde no mesmo ano, Entezami ganhou o Prémio de Melhor Ator no Chicago International Film Festival.
Ele retornou ao Irão mais tarde em 1970 para filmar Postchi, estrelado por Nassirian, Entezami e Jaleh Sam.
No filme, Nassirian interpreta Taghi, um oficial miserável cuja vida se transforma em caos. Ele gasta seus dias como um carteiro infeliz e tem duas tarefas nocturnas para pagar suas dívidas. Sua miséria causou impotência e é experimentada por um herbalista amador que é um dos seus empregadores. Sua única esperança ingénua é que ele ganha a loteria nacional. Quando ele descobre que sua esposa é a proprietária mais rico de sua aldeia, Taghi escapa para a floresta local, onde ele experimenta um breve momento de paz e harmonia. Sua esposa vem procurá-lo, e em um ataque de raiva, Taghi a assassinou e finalmente é pego por seu crime.
Postchi enfrentou os mesmos problemas de censura que o Gaav, mas finalmente foi lançado em 1972. Foi exibido no Irão no 1º Festival Internacional de Cinema de Teerão e no Festival de Cinema Sepas. Ele foi seleccionados internacionalmente no Festival Internacional de Cinema de Veneza, onde recebeu uma menção especial, no 22º Festival Internacional de Cinema de Berlim, onde recebeu o Prémio Interfilm e no Festival de Cannes de 1972, onde foi seleccionado como parte de a quinzena dos directores.

## Estilo cinematográfico e legado
O cinema iraniano moderno começa com Dariush Mehrjui, que introduziu o realismo, simbolismo e sensibilidade da arte do cinema. Seus filmes têm alguma semelhança com os de Roberto Rosselini, Vittorio De Sica e Satyajit Ray, mas também acrescentou algo distintivo iraniano, no processo de iniciar uma das maiores ondas do filme moderno.
A única constante no trabalho de Mehrjui tem sido sua atenção ao descontentamento do Irão contemporâneo, principalmente urbano. Seu filme The Pear Tree (1999) foi saudado como a apoteose do exame do director da burguesia iraniana.

## Morte
Mehrjui morreu no dia 14 de outubro de 2023 aos 83 anos, assassinado por punhaladas.